# Herb gminy Hażlach
Herb gminy Hażlach – symbol gminy Hażlach.

## Wygląd i symbolika
Herb przedstawia na tarczy w polu błękitnym żółtą gwiazdę sześcioramienną, pod nią czarny róg myśliwski ze złotymi okuciami, a nad nią czarny napis „GMINA HAŻLACH”. Jest to również symbol sołectwa i wsi Hażlach.